# Borová, Trnava
Borová este o comună slovacă, aflată în districtul Trnava din regiunea Trnava. Localitatea se află la altitudinea de 233 m deasupra n.m., se întinde pe o suprafață de 5,91 km2 și în 2017 număra 448 de locuitori.

## Istoric
Localitatea Borová este atestată documentar din 1589.

## Demografie
| An:                | 1994 | 2004    | 2014    | 2024    |
| ------------------ | ---- | ------- | ------- | ------- |
| Număr de persoane: | 300  | 347     | 408     | 454     |
| Diferență:         |      | +15,66% | +17,57% | +11,27% |

| An:                | 2023 | 2024   |
| ------------------ | ---- | ------ |
| Număr de persoane: | 457  | 454    |
| Diferență:         |      | −0,65% |